# Temporada 1962-63 de los San Francisco Warriors
La temporada 1962-63 fue la decimoséptima de los Warriors en la NBA, y la primera en la ciudad de San Francisco (California), a donde llegaron procedentes de Filadelfia. La temporada regular acabó con 31 victorias y 49 derrotas, acabando en el cuarto lugar de la División Oeste, no logrando clasificarse para los playoffs.

## Elecciones en elDraft
| Ronda | Puesto | Jugador          | Posición  | Nacionalidad   | Universidad        |
| ----- | ------ | ---------------- | --------- | -------------- | ------------------ |
| 1     | 5      | Wayne Hightower  | Ala-Pívot | Estados Unidos | Kansas             |
| 2     | 14     | Hubie White      | Escolta   | Estados Unidos | Villanova          |
| 3     | 23     | Dave Fedor       | Alero     | Estados Unidos | Florida State      |
| 4     | 32     | Garry Roggenburk |           | Estados Unidos | Dayton             |
| 5     | 41     | Jack Jackson     |           | Estados Unidos | Virginia Union     |
| 7     | 59     | Howie Montgomery | Alero     | Estados Unidos | Texas-Pan American |
| 8     | 90     | Bill Kirvin      |           | Estados Unidos | Xavier             |

## Temporada regular
| División Oeste         | División Oeste | División Oeste | División Oeste | División Oeste | División Oeste | División Oeste | División Oeste | División Oeste |
| Equipo                 | G              | P              | %              | PD             | Casa           | Fuera          | Neutral        | Div            |
| ---------------------- | -------------- | -------------- | -------------- | -------------- | -------------- | -------------- | -------------- | -------------- |
| x-Los Angeles Lakers   | 53             | 27             | .663           | –              | 27–7           | 20–17          | 6–3            | 33–13          |
| x-St. Louis Hawks      | 48             | 32             | .600           | 5              | 30–7           | 13–18          | 5–7            | 29–17          |
| x-Detroit Pistons      | 34             | 46             | .425           | 19             | 14–16          | 8–19           | 12–11          | 19–27          |
| San Francisco Warriors | 31             | 49             | .388           | 22             | 13–20          | 11–25          | 7–4            | 18–28          |
| Chicago Zephyrs        | 25             | 55             | .313           | 28             | 17–17          | 3–23           | 5–15           | 13–27          |

## Estadísticas
| Rk | Jugador          | Edad | P  | PT | MP   | TC   | TCI  | %TC  | 3P | 3PI | %3P | 2P   | 2PI  | %2P  | TL  | TLI  | %TL  | RO | RD | RT   | AS   | RB | TAP | BP | FP  | PTS  |
| 1  | Wilt Chamberlain | 26   | 80 |    | 47.6 | 18.3 | 34.6 | .528 |    |     |     | 18.3 | 34.6 | .528 | 8.3 | 13.9 | .593 |    |    | 24.3 | 3.4  |    |     |    | 1.7 | 44.8 |
| 2  | Guy Rodgers      | 27   | 79 |    | 41.1 | 5.6  | 14.6 | .387 |    |     |     | 5.6  | 14.6 | .387 | 2.6 | 3.6  | .727 |    |    | 5.0  | 10.4 |    |     |    | 3.7 | 13.9 |
| 3  | Tom Gola         | 30   | 21 |    | 39.1 | 5.3  | 11.6 | .457 |    |     |     | 5.3  | 11.6 | .457 | 2.4 | 3.1  | .758 |    |    | 7.0  | 3.5  |    |     |    | 4.4 | 13.0 |
| 4  | Tom Meschery     | 24   | 64 |    | 35.1 | 6.2  | 14.6 | .425 |    |     |     | 6.2  | 14.6 | .425 | 3.6 | 4.9  | .728 |    |    | 9.8  | 1.6  |    |     |    | 3.9 | 16.0 |
| 5  | Al Attles        | 26   | 71 |    | 26.4 | 4.2  | 8.9  | .478 |    |     |     | 4.2  | 8.9  | .478 | 1.9 | 2.9  | .646 |    |    | 2.9  | 2.6  |    |     |    | 3.6 | 10.4 |
| 6  | Willie Naulls    | 28   | 47 |    | 26.1 | 4.6  | 10.9 | .420 |    |     |     | 4.6  | 10.9 | .420 | 1.9 | 2.4  | .793 |    |    | 6.7  | 1.2  |    |     |    | 3.5 | 11.0 |
| 7  | Gary Phillips    | 23   | 75 |    | 24.0 | 3.4  | 8.6  | .398 |    |     |     | 3.4  | 8.6  | .398 | 1.3 | 2.0  | .638 |    |    | 3.0  | 1.8  |    |     |    | 2.5 | 8.1  |
| 8  | Wayne Hightower  | 23   | 66 |    | 21.0 | 2.9  | 8.3  | .350 |    |     |     | 2.9  | 8.3  | .350 | 1.6 | 2.4  | .669 |    |    | 5.4  | 0.8  |    |     |    | 2.7 | 7.4  |
| 9  | George Lee       | 26   | 64 |    | 18.6 | 2.3  | 6.2  | .378 |    |     |     | 2.3  | 6.2  | .378 | 2.4 | 3.0  | .788 |    |    | 3.4  | 1.0  |    |     |    | 1.8 | 7.0  |
| 10 | Howie Montgomery | 22   | 20 |    | 18.2 | 3.3  | 7.7  | .425 |    |     |     | 3.3  | 7.7  | .425 | 0.7 | 1.2  | .609 |    |    | 3.5  | 1.1  |    |     |    | 1.8 | 7.2  |
| 11 | Kenny Sears      | 29   | 54 |    | 14.5 | 2.1  | 3.9  | .533 |    |     |     | 2.1  | 3.9  | .533 | 1.9 | 2.3  | .861 |    |    | 2.6  | 1.0  |    |     |    | 1.8 | 6.1  |
| 12 | Fred LaCour      | 24   | 16 |    | 10.7 | 1.8  | 4.6  | .384 |    |     |     | 1.8  | 4.6  | .384 | 0.6 | 1.0  | .563 |    |    | 1.5  | 1.2  |    |     |    | 1.7 | 4.1  |
| 13 | Ted Luckenbill   | 23   | 20 |    | 10.1 | 1.3  | 3.4  | .382 |    |     |     | 1.3  | 3.4  | .382 | 0.5 | 1.0  | .450 |    |    | 2.8  | 0.4  |    |     |    | 1.7 | 3.1  |
| 14 | Hubie White      | 23   | 29 |    | 9.3  | 1.4  | 3.8  | .360 |    |     |     | 1.4  | 3.8  | .360 | 0.4 | 0.6  | .667 |    |    | 1.2  | 1.0  |    |     |    | 1.6 | 3.2  |
| 15 | Dave Gunther     | 25   | 1  |    | 5.0  | 1.0  | 2.0  | .500 |    |     |     | 1.0  | 2.0  | .500 | 0.0 | 0.0  |      |    |    | 3.0  | 3.0  |    |     |    | 1.0 | 2.0  |
| 16 | Dave Fedor       | 22   | 7  |    | 3.9  | 0.4  | 1.4  | .300 |    |     |     | 0.4  | 1.4  | .300 | 0.0 | 0.1  | .000 |    |    | 0.9  | 0.1  |    |     |    | 0.6 | 0.9  |

## Galardones y récords
| Jugador          | Galardón                                                  |
| Wilt Chamberlain | Líder de anotación de la NBA 2.º Mejor quinteto de la NBA |